# Річки Нової Зеландії

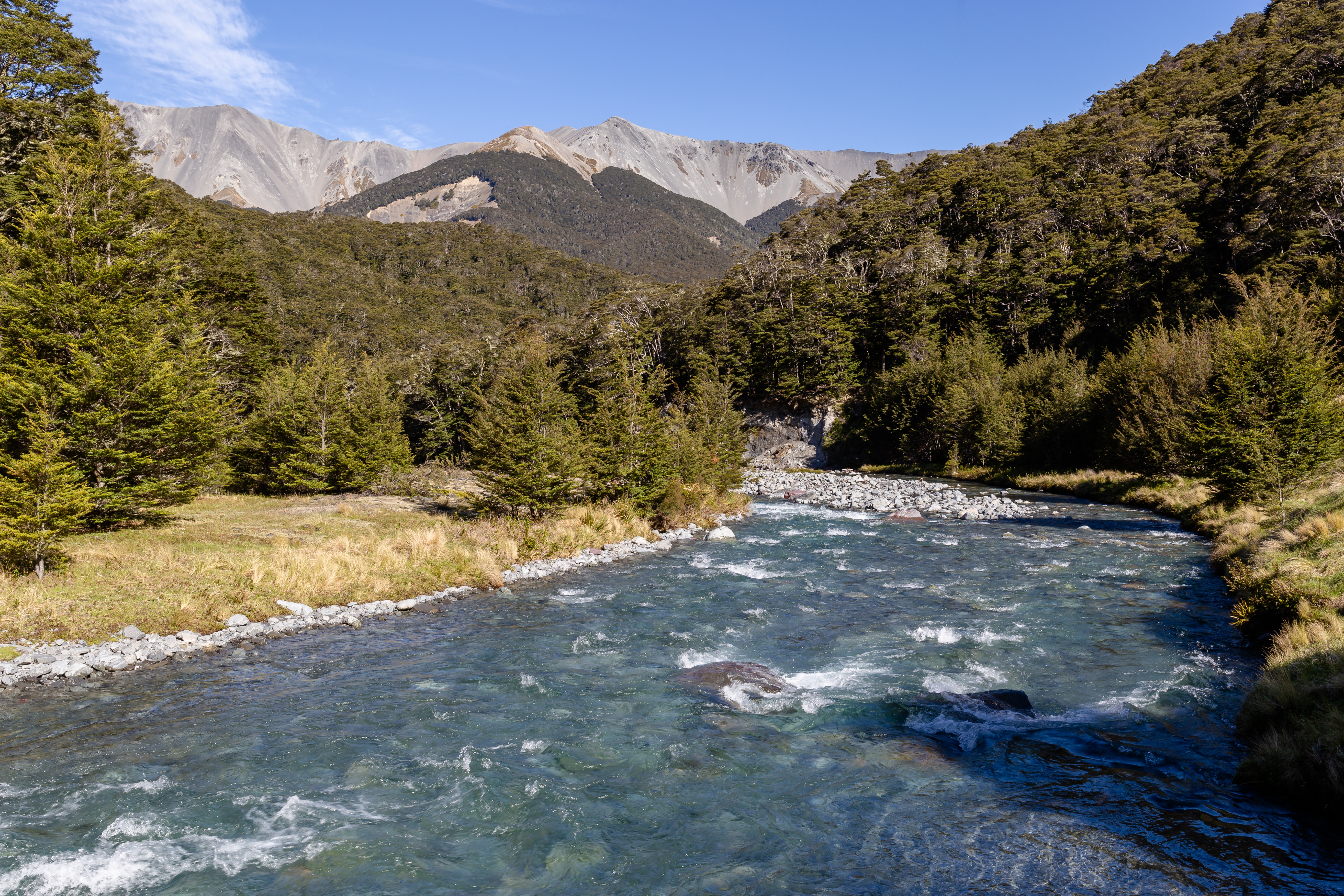
Річка Харпер, лісопарк Крейгіберн

Річки Нової Зеландії використовуються для різних цілей і стикаються з низкою екологічних проблем. У гористій місцевості Північного острова річки глибокі, швидкоплинні і більшість з них не судноплавні. Багато річок Південного острова є плетеними. Судноплавні річки використовувалися для транспортування вантажів ще в ранній історії Нової Зеландії. Більшість річок країни має поверхневе живлення — дощове, або снігове.

## Статистика
В країні протікає велика кількість річок, проте переважна більшість з них є невеликими річечками та струмками.
Найдовшою річкою Нової Зеландії є річка Вайкато, її довжина становить 425 кілометрів. Найбільша за обсягом витрати води — це річка Клута / Мата-Ау із середнім потоком 614 м³/с. Найкоротшою річкою вважається річка Турангануї в місті Гісборн, завдовжки 1200 метрів.

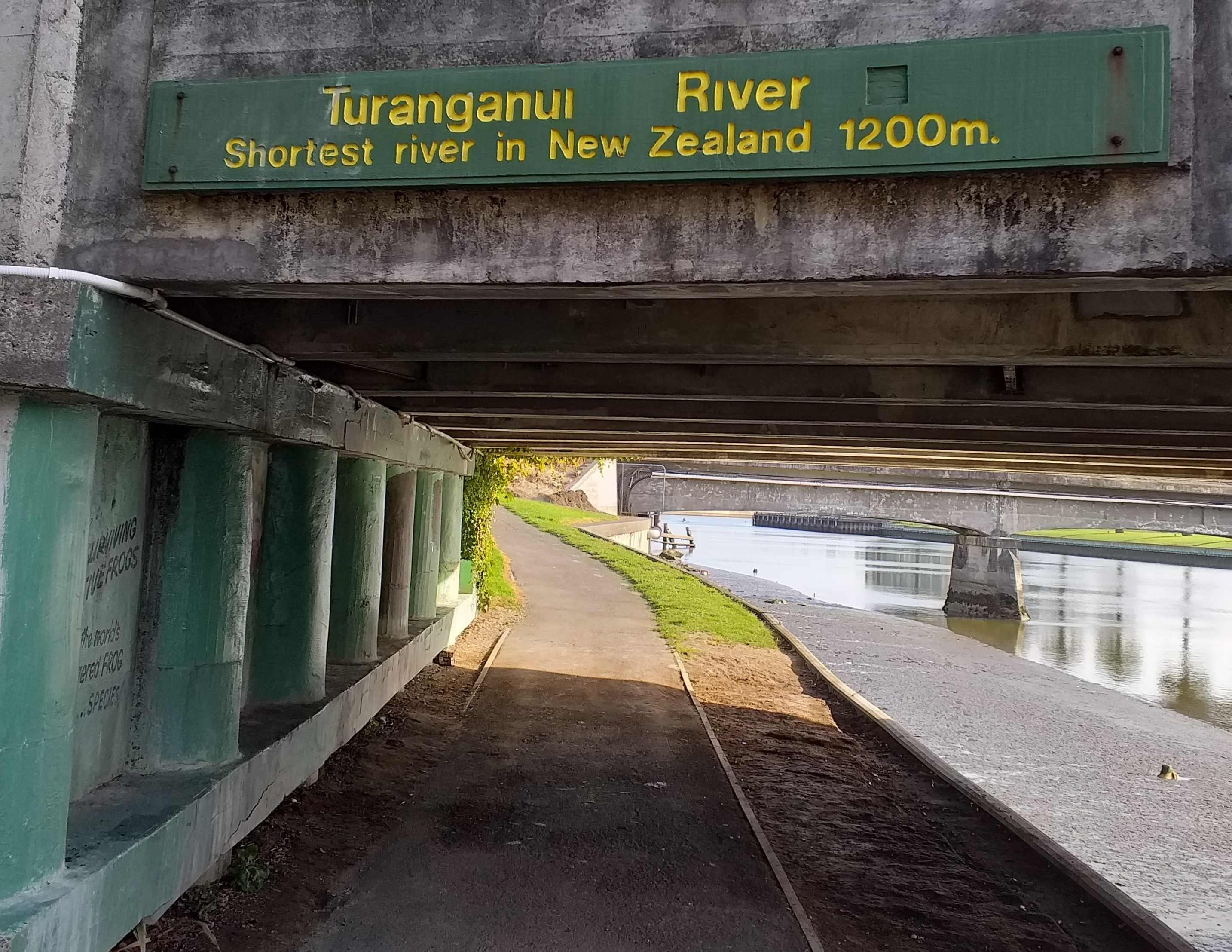
Знак річки Турангануї

Деякі з річок, особливо з широкими заплавами та зупинками, мають довгі автомобільні мости, що перетинають їх. Річку Ракая перетинає міст Ракайя, найдовший міст у Новій Зеландії (1757 метрів). Третій за довжиною міст — Естакада Вірокіно на шосе № 1, що перетинає річку Манавату.
Понад 180 000 км річок нанесено на карту в Новій Зеландії.
Загалом на Південному острові є близько 40 великих річкових систем, а на Північному — близько 30.

## Використання

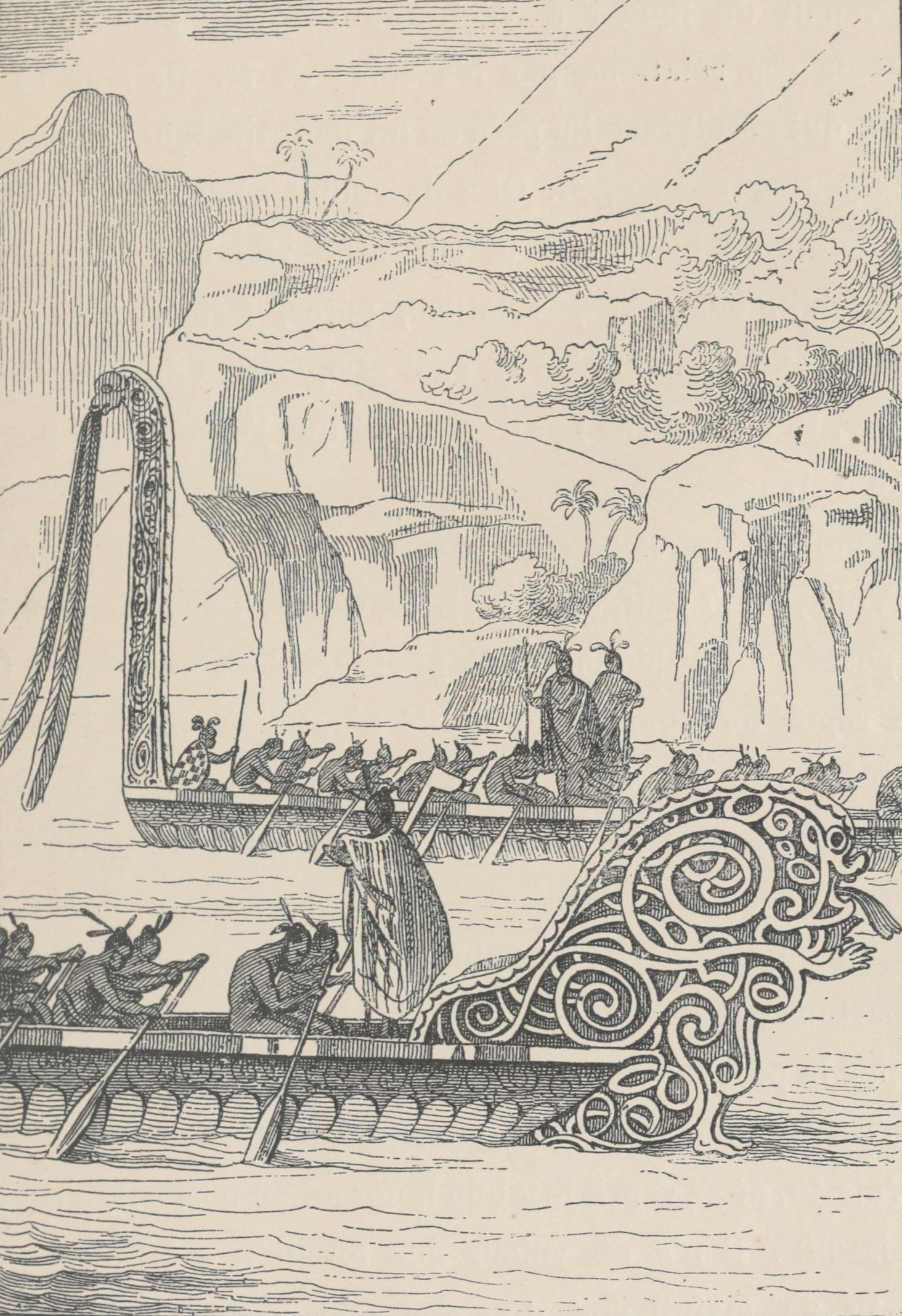
Вака маорі

До колонізації островів європейцями, маорі часто використовували судноплавні річки (водні шляхи) для транспортування різних вантажів. Основним способом судноплавства по річках були вака (каное), зроблені з видовбаних колод великих дерев. У період ранніх європейських поселенців прибережне судноплавство було одним з основних методів транспортування вантажів. В країні є 1609 км судноплавних внутрішніх водних шляхів; однак в сучасну добу вони вже не мають такого важливого економічного чи господарського значення.
Річки використовуються для комерційного туризму та рекреаційної діяльності, таких як рафтинг, веслування на каное, каякінг і водний транспорт. Банджі-джампінги, започатковані як комерційне підприємство новозеландським новатором, часто проводяться над деякими з найбільш мальовничих річок.
Більше половини електроенергії, виробленої в Новій Зеландії, припадає на гідроелектроенергетику. На багатьох річках побудовано гідроелектростанції, деякі з них повністю перегороджують річку, а інші направляють тільки частину води через шлюзи електростанції. Деякі з великих гідроелектростанцій як на Північному острові, так і на Південному використовують систему каналів для переміщення води між водозборами, щоб максимізувати виробництво електроенергії.

## Збереження та забруднення
Збереженню річок загрожують притоки з точкових і неточкових джерел забруднення. У минулому річки використовувалися для скидів забруднень із заводів та міських каналізаційних систем. З підвищенням екологічної обізнаності та прийняттям Закону про управління ресурсами 1991 року ці джерела забруднення стали менш проблемними. Забір води, особливо для зрошення, зараз є великою загрозою для багатьох річок. Сплеск розвитку молочного тваринництва збільшує витрати водних ресурсів. Крім того, оскільки молочне тваринництво у Новій Зеландії стає все більш інтенсивним та потребує все більшої кількості води, проблема загострюється.
Кислотний дренаж (AMD) з вугільної шахти Стоктон змінив екологію потоку Мангатіні на західному узбережжі. Шахта Стоктон також вимиває AMD в річку Ваймангароа, і нова шахта Кипарис збільшить цю кількість шкідливих викидів.
У низинних річках і струмках, які протікають через міські або скотарські райони, спостерігається високий рівень забруднення.
У звіті Мінекономрозвитку визначено велику кількість річок як придатних для виробництва гідроелектроенергії. Ця доповідь стривожила Партію зелених та ряд екологічних організацій через побоювання збільшення втрати води мальовничих струмків та річок, які ще мають доволі високий ступінь характеру первозданної природи.

## Найдовші річки Нової Зеландії

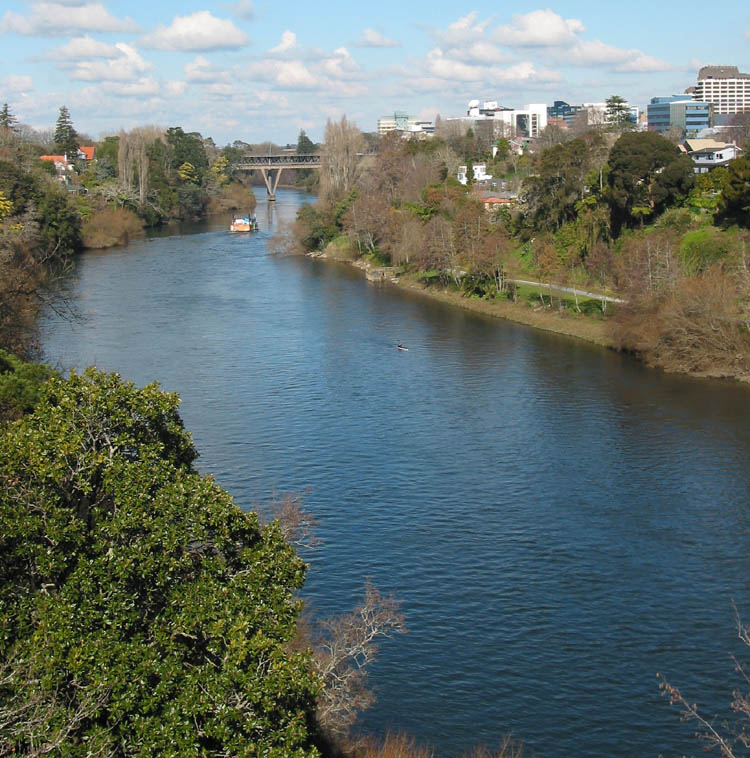
Ваїкато — найдовша річка річка Нової Зеландії.

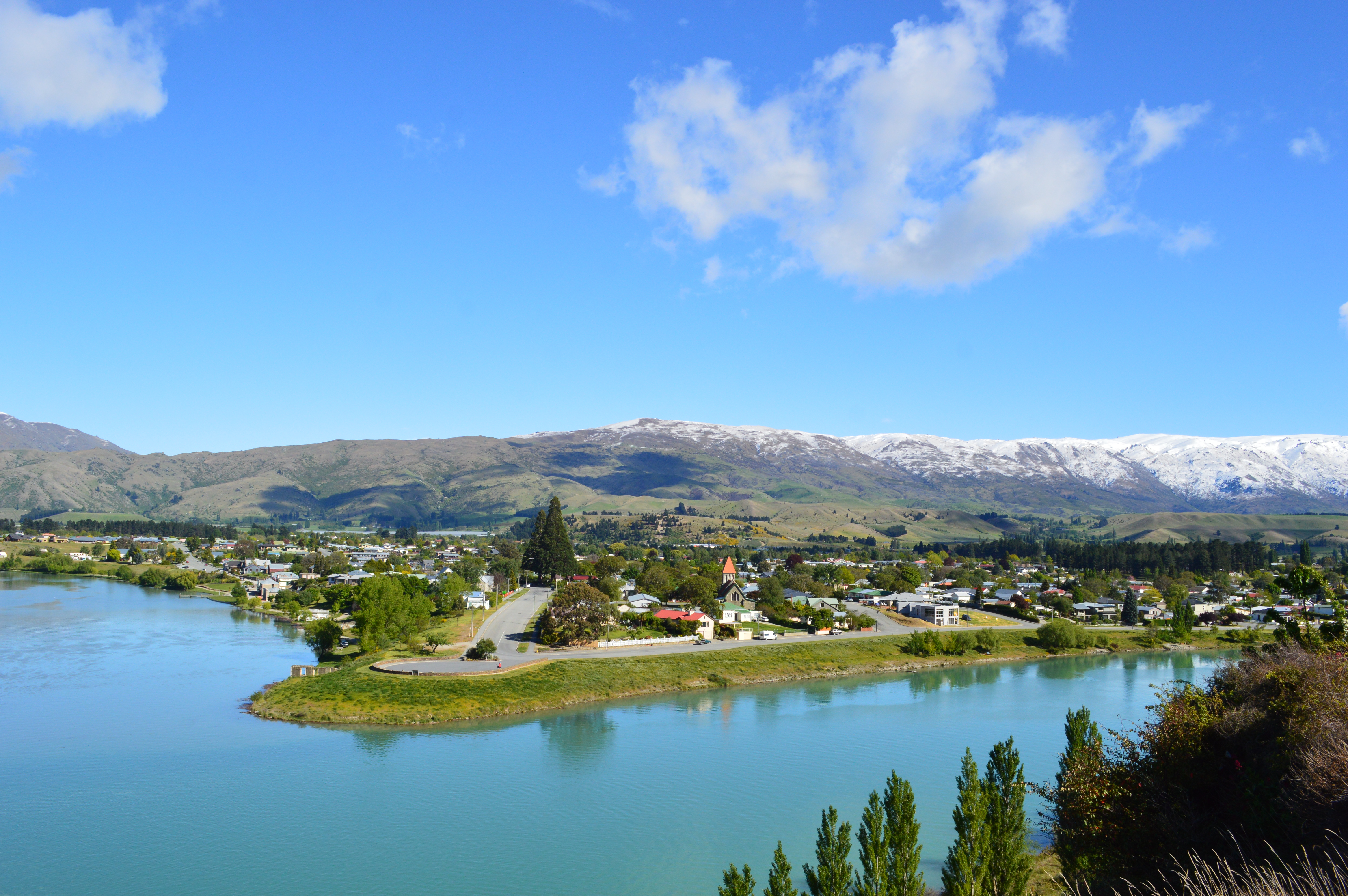
Містечко Кромвель, на місці злиття річок Каварау і Клута

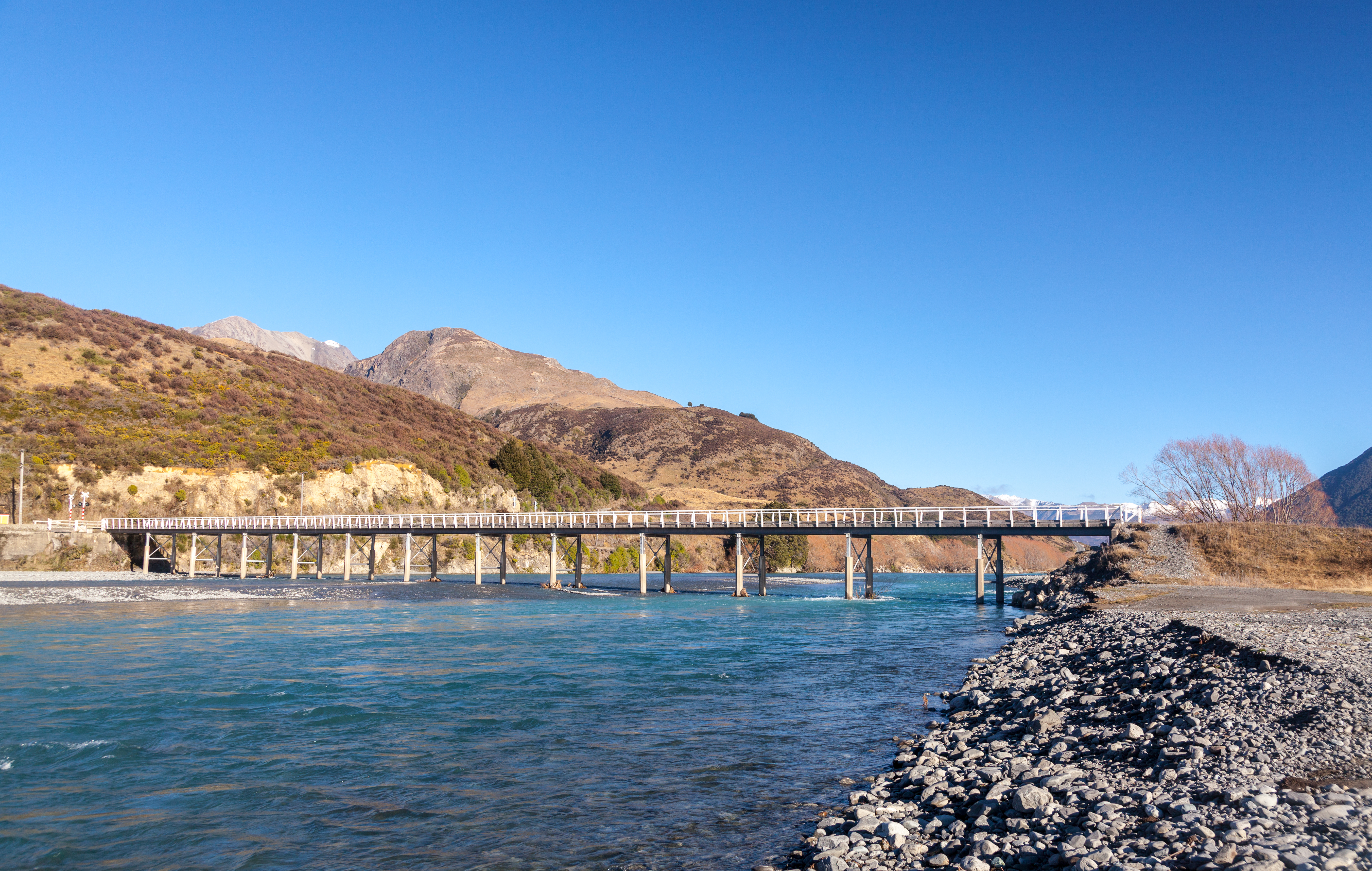
Міст «Біла гора» через Ваймакарірі

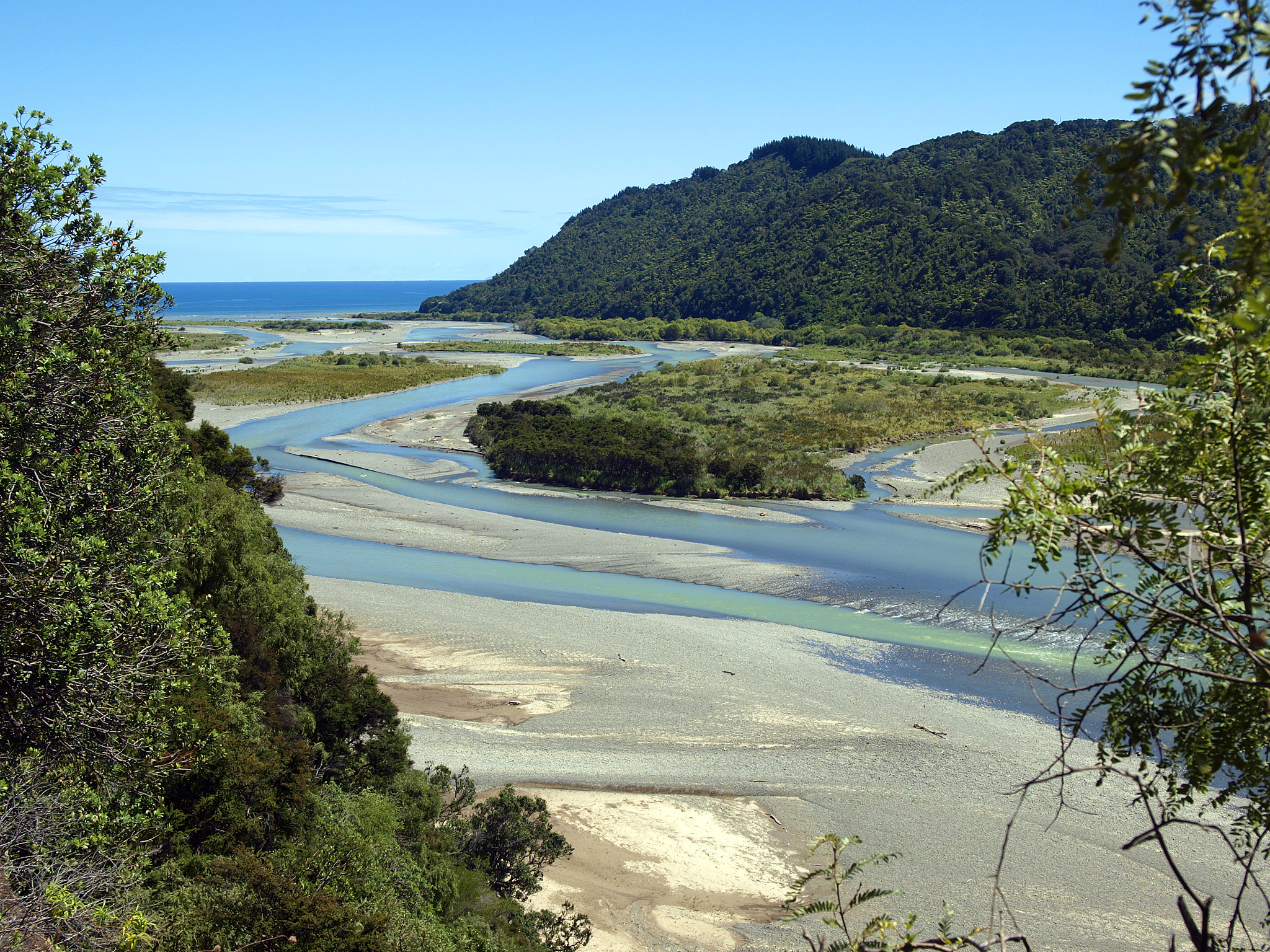
Річка Моту

| Північний острів | Південний острів |

|     | Назва ріки  | Довжина (км) | Площа басейну (км²) | Впадає в       | Протікає регіонами      |
| --- | ----------- | ------------ | ------------------- | -------------- | ----------------------- |
| 1.  | Ваїкато     | 425          | 13 701              | Тасманове море | Ваїкато                 |
| 2.  | Клута       | 322          | 21 960              | Тихий океан    | Отаго                   |
| 3.  | Вангануї    | 290          | 7380                | Тасманове море | Манавату-Вангануї       |
| 4.  | Таієрі      | 288          | 1865                | Тихий океан    | Отаго                   |
| 5.  | Рангітикеї  | 253          | 3948                | Тасманове море | Манавату-Вангануї       |
| 6.  | Матаура     | 240          | 728                 | протока Фово   | Саутленд                |
| 7.  | Ваїау       | 217          |                     | протока Фово   | Саутленд                |
| 8.  | Ваїтакі     | 209          | 11 820              | Тихий океан    | Отаго, Кентербері       |
| 9.  | Кларенс     | 209          | 3280                | Тихий океан    | Марлборо                |
| 10. | Ореті       | 203          | 1160                | протока Фово   | Саутленд                |
| 11. | Рангітаїкі  | 193          | 2849                | Тихий океан    | Бей-оф-Пленті, Гокс-Бей |
| 12. | Манавату    | 180          | 5898                | Тасманове море | Манавату-Вангануї       |
| 13. | Буллер      | 177          | 6501                | Тасманове море | Вест-Кост               |
| 14. | Ваїгоу      | 175          | 1977                | Тихий океан    | Ваїкато                 |
| 15. | Могака      | 172          | 2357                | Тихий океан    | Гокс-Бей                |
| 16. | Ваїрау      | 170          | 3430                | протока Кука   | Марлборо                |
| 17. | Ваїау       | 165          | 3310                | Тихий океан    | Кентербері              |
| 18. | Нгаруроро   | 164          | 1950                | затока Гок-Бей | Гокс-Бей                |
| 19. | Ванґаєгу    | 161          |                     | Тасманове море | Манавату-Вангануї       |
| 20. | Мокау       | 158          | 1424                | Тасманове море | Таранакі                |
| 21. | Ваймакарірі | 151          | 2590                | Тихий океан    | Кентербері              |

## Інші річки
- Моту (Пн.) — 147 км.
- Ракая (Пд.) — 145 км.
- Патеа (Пн.) — 143 км.
- Гурунуй (Пд.) — 138 км.
- Туракіна (Пн.) — 137 км.
- Ваїроа (Пн.) — 137 км.
- Ваїроа (Пн.) — 132 км.
- Аватер (Пд.) — 126 км.
- Руамаханга (Пн.) — 124 км.
- Сіра річка або річка Мавгера (Пд.) — 121 км.
- Рангітата (Пд.) — 120 км.
- Тукі Тукі (Пн.) — 119 км.
- Мотуека (Пд.) — 116 км.
- Ваїтакі (Пд.) — 111 км.
- Апарима (Пд.) — 102 км.

## Нотатки
1. ↑  Плетена річка характеризується мережним (плетеним) руслом, по якому в період високих вод безсистемно переміщаються руслові потоки, які розбиваються на мережу річкових каналів, окремих русел, створюючи вигляд русла з численними рукавами, розділених невеликими, часто тимчасовими, островами, які називаються плетеними брусками (наносне відкладення в руслі річки). В межень деякі русла можуть пересихати.